# Episodi di Dynasty (sesta stagione)
La sesta stagione della serie televisiva Dynasty è stata trasmessa per la prima volta negli Stati Uniti sulla ABC il 25 settembre 1985 e si è conclusa il 21 maggio 1986, posizionandosi al 7º posto nei rating Nielsen di fine anno con il 21,8% di penetrazione e con una media superiore ai 18 milioni di spettatori.
In Italia è stata trasmessa per la prima volta su Canale 5 tra il 1986 e il 1988.
| nº | Titolo originale    | Titolo italiano              | Prima TV USA      | Prima TV Italia  |
| -- | ------------------- | ---------------------------- | ----------------- | ---------------- |
| 1  | The Aftermath       | Tragiche conseguenze         | 25 settembre 1985 | 5 dicembre 1986  |
| 2  | The Homecoming      | Ritorno a casa               | 2 ottobre 1985    | 12 dicembre 1986 |
| 3  | The Californians    | I californiani               | 9 ottobre 1985    | 19 dicembre 1986 |
| 4  | The Man             | L'uomo                       | 16 ottobre 1985   | 26 dicembre 1986 |
| 5  | The Gown            | L'abito                      | 30 ottobre 1985   | 9 gennaio 1987   |
| 6  | The Titans - Part 1 | I titani - Parte 1           | 13 novembre 1985  | 16 gennaio 1987  |
| 7  | The Titans - Part 2 | I titani - Parte 2           | 13 novembre 1985  | 16 gennaio 1987  |
| 8  | The Decision        | La decisione                 | 20 novembre 1985  | 23 gennaio 1987  |
| 9  | The Proposal        | La proposta                  | 27 novembre 1985  | 30 gennaio 1987  |
| 10 | The Close Call      | Tentativo fallito            | 4 dicembre 1985   | 13 febbraio 1987 |
| 11 | The Quarrels        | Liti in famiglia             | 11 dicembre 1985  | 20 febbraio 1987 |
| 12 | The Roadhouse       | La balera                    | 18 dicembre 1985  | 27 febbraio 1987 |
| 13 | The Solution        | La soluzione                 | 25 dicembre 1985  | 6 marzo 1987     |
| 14 | Suspicions          | Atroci sospetti              | 8 gennaio 1986    | 20 marzo 1987    |
| 15 | The Alarm           | L'allarme                    | 15 gennaio 1986   | 27 marzo 1987    |
| 16 | The Vigil           | La vigilia                   | 22 gennaio 1986   | 3 aprile 1987    |
| 17 | The Accident        | Faccia a faccia              | 29 gennaio 1986   | 10 aprile 1987   |
| 18 | Souvenirs           | Ricordi                      | 5 febbraio 1986   | 17 aprile 1987   |
| 19 | The Divorce         | Il divorzio                  | 12 febbraio 1986  | 24 aprile 1987   |
| 20 | The Dismissal       | Il benservito                | 19 febbraio 1986  | 1º maggio 1987   |
| 21 | Ben                 | Il fratello australiano      | 26 febbraio 1986  | 8 maggio 1987    |
| 22 | Masquerade          | Mascherata                   | 5 marzo 1986      | 15 maggio 1987   |
| 23 | The Subpoenas       | Il ritorno di Ben            | 12 marzo 1986     | 22 maggio 1987   |
| 24 | The Trial - Part 1  | Ancora un processo - Parte 1 | 19 marzo 1986     | 29 maggio 1987   |
| 25 | The Trial - Part 2  | Ancora un processo - Parte 2 | 26 marzo 1986     | 5 giugno 1987    |
| 26 | The Vote            | La votazione                 | 2 aprile 1986     | 5 febbraio 1988  |
| 27 | The Warning         | L'avvertimento               | 9 aprile 1986     | 12 febbraio 1988 |
| 28 | The Cry             | Un grido d'aiuto             | 16 aprile 1986    | 19 febbraio 1988 |
| 29 | The Rescue          | Salva                        | 30 aprile 1986    | 26 febbraio 1988 |
| 30 | The Triple-Cross    | Triplo imbroglio             | 14 maggio 1986    | 8 marzo 1988     |
| 31 | The Vendetta        | La vendetta                  | 21 maggio 1986    | 15 marzo 1988    |

Cast regolare:

Una nuova Fallon.
Episodio 6, I titani (parte 1).

- Pamela Bellwood (Claudia Blaisdel) – eccetto episodi 19/22
- Diahann Carroll (Dominique Devereaux) – eccetto episodi 2, 18, 20
- Christopher Cazenove (Ben Carrington) –  episodi 21/31
- Jack Coleman (Steven Carrington)
- Joan Collins (Alexis Carrington Colby) – eccetto episodio 1
- Linda Evans (Krystle Carrington) / (Rita Lesley – episodi 1/17)
- John Forsythe (Blake Carrington)
- John James (Jeff Colby) – episodi 1/8
- Heather Locklear (Sammy Jo Carrington) – eccetto episodi 13, 18, 23/25, 28
- Ted McGinley (Clay Fallmont) – episodi 22, 25/31
- Michael Nader (Dex Dexter)
- Kate O'Mara (Cassandra 'Caress' Morrell) – episodi 14, 15, 18/29, 31
- Catherine Oxenberg (Amanda Carrington)
- Michael Praed (Principe Michele di Moldavia) – episodi 1/20
- Emma Samms (Fallon Carrington Colby) – episodi 1/8, 18
- Gordon Thomson (Adam Carrington)

Special Guest Star:
- George Hamilton (Joel Abrigore) – episodi 2/17
- Ricardo Montalbán[7] (Zach Powers) – episodio 18

Partecipazioni straordinarie (dallo spin-off I Colby):
- Stephanie Beacham (Sable Scott Colby) – episodi 6, 7
- Maxwell Caulfield[7] (Miles Colby) – episodi 1/8, 18
- Charlton Heston (Jason Colby) – episodi 3, 4, 6, 7
- Ken Howard[7] (Garrett Boydston) – episodi 6/8, 10, 13, 16, 17, 19, 21, 22, 26, 28, 29, 31
- Tracy Scoggins (Monica Colby) – episodi 6, 7
- Barbara Stanwyck (Constance 'Conny' Colby Patterson) – episodi 3, 4, 6, 7
- Claire Yarlett (Bliss Colby) – episodi 6, 7